# Manuel Camacho
Manuel Camacho, teljes nevén Manuel Camacho Meléndez (Jalisco, 1929. április 6. – 2008. szeptember 24.) mexikói válogatott labdarúgó, kapus.

## Pályafutása
Camacho karrierje során számos csapatban megfordult, legtöbbet a Club América színeiben töltötte, ahol három szakaszban összesen hét évig játszott. Az Américával háromszoros kupa-, valamint egyszeres szuperkupa-győztes lett. Ugyancsak nyert egy kupát még pályafutása elején, a Veracruznál, ezenkívül karrierje vége felé, a Tolucával is megcsinálta ugyanezt. Bajnoki címe nincs, legjobb eredménye két ezüstérem, ugyancsak a Tolucával.
A válogatottban összesen egy meccsen szerepelhetett, valamint részt vett kerettagként az 1958-as világbajnokságon is, ahol azonban nem lépett pályára.

## Sikerei, díjai
- Kupagyőztes (5):
  - 1947, 1954, 1955, 1956, 1964
- Szuperkupa-győztes (1): 
  - 1955